# Бентон (округ, Айова)
Шаблон:StateAbbr_ 42°04′47″ пн. ш. 92°04′03″ зх. д. / 42.079722222222° пн. ш. 92.0675° зх. д.
Округ Бентон (англ. Benton County) — округ (графство) у штаті Айова, США. Ідентифікатор округу 19011.

## Історія
Округ утворений 1837 року.

## Демографія
За даними перепису
2000 року
загальне населення округу становило 25308 осіб, зокрема міського населення було 7487, а сільського — 17821.
Серед мешканців округу чоловіків було 12652, а жінок — 12656. В окрузі було 9746 домогосподарств, 7053 родин, які мешкали в 10377 будинках.
Середній розмір родини становив 3,04.
Віковий розподіл населення поданий у таблиці:
| Стать    | До 15 років | 15-21 | 22-29 | 30-39 | 40-49 | 50-65 | 65-85 | Понад 85 |
| -------- | ----------- | ----- | ----- | ----- | ----- | ----- | ----- | -------- |
| Чоловіки | 3039        | 1186  | 934   | 1994  | 2045  | 1815  | 1460  | 179      |
| Жінки    | 2681        | 1106  | 959   | 2044  | 1805  | 1798  | 1837  | 426      |

## Суміжні округи
- Б'юкенан — північний схід
- Лінн — схід
- Айова — південь
- Тама — захід
- Блек-Гок — північний захід

## Виноски
1. ↑  U.S. Decennial Census. United States Census Bureau. Архів оригіналу за 26 квітня 2015. Процитовано 13 липня 2014.
2. ↑  Historical Census Browser. University of Virginia Library. Архів оригіналу за 11 серпня 2012. Процитовано 13 липня 2014.
3. ↑  Population of Counties by Decennial Census: 1900 to 1990. United States Census Bureau. Архів оригіналу за 22 квітня 2014. Процитовано 13 липня 2014.
4. ↑  Census 2000 PHC-T-4. Ranking Tables for Counties: 1990 and 2000 (PDF). United States Census Bureau. Архів оригіналу (PDF) за 18 грудня 2014. Процитовано 13 липня 2014.
5. ↑  State & County QuickFacts. United States Census Bureau. Архів оригіналу за 7 липня 2011. Процитовано 13 липня 2014. [Архівовано 2011-08-05 у Wayback Machine.](англ.) Наведено за англійською вікіпедією.
6. ↑  American FactFinder. Бюро перепису населення США. Архів оригіналу за 26 лютого 2012. Процитовано 31 січня 2008. [Архівовано 2008-05-21 у Wayback Machine.]

| США | Це незавершена стаття з географії США. Ви можете допомогти проєкту, виправивши або дописавши її. |